# Catedral de San Juan Bautista de la Estrada
La Catedral San Juan Bautista de la Estrada de Engativá, oficialmente Parroquia Catedral San Juan Bautista de la Estrada de Engativá, es una Iglesia Catedralicia de culto católico, dedicada a San Juan Bautista, situada en Bogotá, Colombia. Desde el 6 de agosto de 2003 es la sede del Obispo de Engativá por decreto del Papa Juan Pablo II. Toma su nombre "de la Estrada" por el sector de su ubicación.

## Descripción
La Iglesia en un principio fue pensada únicamente como iglesia parroquial, pero después de que la Diócesis de Engativá fuera dividida de la Arquidiócesis de Bogotá, el tamaño y ubicación del Templo hizo que fuera declarada por S.S. Juan Pablo II, Catedral de la Diócesis.

### Interior
La catedral es un edificio de planta rectangular, de aprox. 10 m de altura 12 de ancho y 60 de profundidad, con una capacidad aproximada de 800 personas sentadas y otras 400 de pie. Tiene una sola nave de paredes en "zig zag", presenta pisos de mármol blanco y paredes del mismo color. El techo de 10 metros de altura es blanco y presenta varios tragaluces, con estructuras metálicas que sostienen el cielo de yeso.
El presbiterio se encuentra elevado sobre 7 gradas largas, Presenta la Cátedra de mármol en el centro, elevada unos 90 cm, con el escudo de armas de la diócesis y, arriba de ésta en la pared, un fresco de Cristo Resucitado de 5 metros de longitud. A los costados de la Cátedra se encuentran las bancas de los presbíteros en 3 filas que rodean el ábside.
El altar de mármol se encuentra situado a unos 6 metros de la cátedra y presenta una anchura de 90 cm y unos 200 cm de largo, además en la parte externa tiene un crismón de madera tallada. A la derecha del altar se encuentra un bloque de mármol con una cruz policromada. 
A la izquierda de la nave se encuentra el Sagrario de Bronce y a la derecha la Pila bautismal, el lugar del cirio pascual y las ánforas con los Santos Óleos. 
La sacristía se encuentra situada al lado izquierdo mirando al presbiterio, cuenta además con una segunda planta.

### Exterior
La parte exterior de la catedral está construida en ladrillo rojo, y columnas de concreto con techo en mampostería y tejas, cuenta con un atrio de 3 metros de ancho. 
La fachada contiene inmensos vitrales nativos, con escenas del Martirio de Juan el Bautista, la Virgen de Lourdes y el Bautismo de Jesús, estos vitrales también se encuentran en las ventanas de los costados.Las puertas son giratorias y hechas en acero y paneles de vidrio. En la fachada se encuentran izadas las banderas de la Ciudad del Vaticano y de Colombia.
En la Parte exterior derecha se encuentran imágenes de la virgen María, San Andrés y San Antonio que forman el "grupo" de la Virgen de Chiquinquirá
En la parte trasera y unidos del templo por un puente se encuentran la casa cural y el despacho parroquial.
El campanario está separado también de la edificación unos 3 metros. Alrededor de la Estructura hay varias vías principales y al frente, un área verde con varios árboles y un parque. 
Todo el predio se encuentra cercado.